# Acanthogorgia longiflora
Acanthogorgia longiflora är en korallart som beskrevs av Wright och Studer 1889. Acanthogorgia longiflora ingår i släktet Acanthogorgia och familjen Acanthogorgiidae. Inga underarter finns listade i Catalogue of Life.